# 圣埃内蒙
圣埃内蒙（法語發音：[sɛ̃.t‿ɛnmɔ̃]）是法国阿列省的一个市镇，位于该省东部，属于穆兰区。

## 地理
圣埃内蒙（46°40'34"N, 3°25'21"E）面积38.08 平方千米，位于法国奥弗涅-罗讷-阿尔卑斯大区阿列省，该省份为法国中部省份，北起涅夫勒省、西北接谢尔省，西南至克勒兹省，南至多姆山省，东南临卢瓦尔省，东临索恩-卢瓦尔省。
与圣埃内蒙接壤的市镇（或旧市镇、城区）包括：奥鲁厄、热讷蒂讷、特雷沃勒、多尔讷、吕斯奈莱赛克斯、图里-吕尔西。

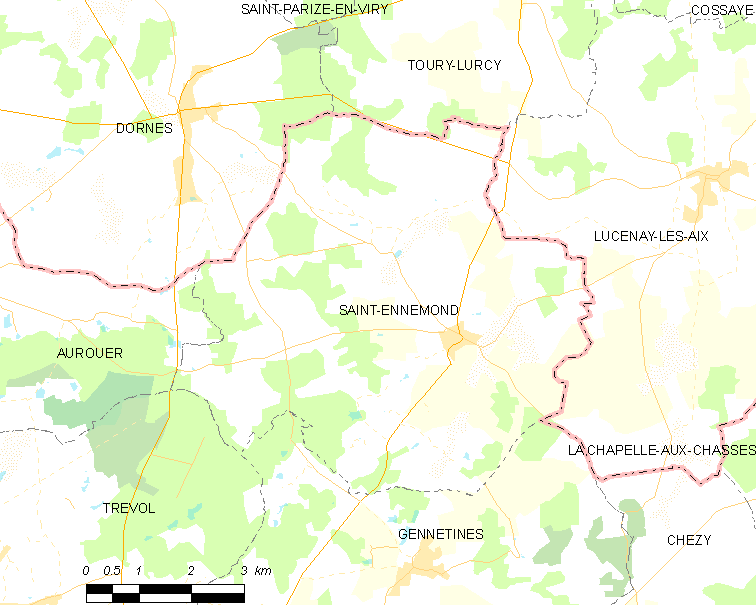
圣埃内蒙的OSM定位图

圣埃内蒙的时区为UTC+01:00、UTC+02:00（夏令时）。

## 行政
圣埃内蒙的邮政编码为03400，INSEE市镇编码为03229。

## 政治
圣埃内蒙所属的省级选区为伊泽尔县。

## 人口

1962-2008年间圣埃内蒙人口变化图示

圣埃内蒙于2022年1月1日时的人口数量为619人。